# Krisztián Géresi
Krisztián Géresi (sinh 14 tháng 6 năm 1994) là một cầu thủ bóng đá Hungary hiện tại thi đấu cho Videoton FC.

## Sự nghiệp câu lạc bộ
Ngày 2 tháng 12 năm 2015 anh được ký hợp đồng bởi câu lạc bộ Nemzeti Bajnokság I Videoton.

## Thống kê câu lạc bộ
| Câu lạc bộ          | Mùa giải | Giải vô địch | Giải vô địch | Cúp     | Cúp       | Cúp Liên đoàn | Cúp Liên đoàn | Châu Âu | Châu Âu   | Tổng    | Tổng      |
| Câu lạc bộ          | Mùa giải | Số trận      | Bàn thắng    | Số trận | Bàn thắng | Số trận       | Bàn thắng     | Số trận | Bàn thắng | Số trận | Bàn thắng |
| ------------------- | -------- | ------------ | ------------ | ------- | --------- | ------------- | ------------- | ------- | --------- | ------- | --------- |
| Videoton II         |          |              |              |         |           |               |               |         |           |         |           |
| 2012–13             | 0        | 0            | 0            | 0       | 1         | 0             | –             | –       | 1         | 0       |           |
| 2013–14             | 23       | 3            | 0            | 0       | –         | –             | –             | –       | 23        | 3       |           |
| 2014–15             | 23       | 9            | 0            | 0       | –         | –             | –             | –       | 23        | 9       |           |
| 2015–16             | 17       | 11           | 0            | 0       | –         | –             | –             | –       | 17        | 11      |           |
| 2016–17             | 3        | 1            | 0            | 0       | –         | –             | –             | –       | 3         | 1       |           |
| Tổng                | 66       | 24           | 0            | 0       | 1         | 0             | –             | –       | 67        | 24      |           |
| Videoton            |          |              |              |         |           |               |               |         |           |         |           |
| 2014–15             | 0        | 0            | 0            | 0       | 3         | 1             | –             | –       | 3         | 1       |           |
| 2015–16             | 13       | 2            | 0            | 0       | –         | –             | 0             | 0       | 13        | 2       |           |
| 2016–17             | 30       | 6            | 1            | 0       | –         | –             | 6             | 2       | 37        | 8       |           |
| 2017–18             | 13       | 1            | 3            | 0       | –         | –             | 4             | 1       | 20        | 1       |           |
| 2020–21             | 5        | 0            | 2            | 1       | –         | –             | 1             | 0       | 8         | 1       |           |
| Tổng                | 61       | 9            | 6            | 1       | 3         | 1             | 11            | 3       | 81        | 14      |           |
| Tổng cộng sự nghiệp |          | 134          | 38           | 6       | 1         | 4             | 1             | 11      | 3         | 155     | 43        |

Cập nhật theo các trận đấu đã diễn ra tính đến ngày 12 tháng 8 năm 2017.